# ميسكي

ميسكي

ميسكي (بالروسية: Мыски) هي إحدى مدن روسيا في مقاطعة كيمروفسكايا.
يبلغ عدد سكانها 43,038 نسمة حسب إحصاء عام 2010